# Logatec község
Logatec község (szlovén nyelven Občina Logatec) Szlovénia 212 alapfokú közigazgatási egységének, azaz községének egyike a Közép-Szlovénia statisztikai régióban. Adminisztratív központja Logatec város. A község a történelmi Belső-Krajna régió része.

## A községhez tartozó települések
A községhez Logatec székhelyen kívül a következő települések tartoznak:
- Grčarevec
- Hleviše
- Hlevni Vrh
- Hotedršica
- Jakovica
- Kalce
- Lavrovec
- Laze
- Medvedje Brdo
- Novi Svet
- Petkovec
- Praprotno Brdo
- Ravnik pri Hotedršici
- Rovtarske Žibrše
- Rovte
- Vrh Svetih Treh Kraljev
- Zaplana
- Žibrše

## Népesség
| Lakosok száma | 12 670 | 12 956 | 13 291 | 13 575 | 13 689 | 13 762 | 13 815 | 13 919 | 14 232 | 14 514 |
|               | 2008   | 2009   | 2011   | 2012   | 2013   | 2015   | 2016   | 2017   | 2019   | 2020   |